# 2019 na música
A seguir estão listados eventos notáveis e lançamentos ocorridos em 2019 na música mundial.

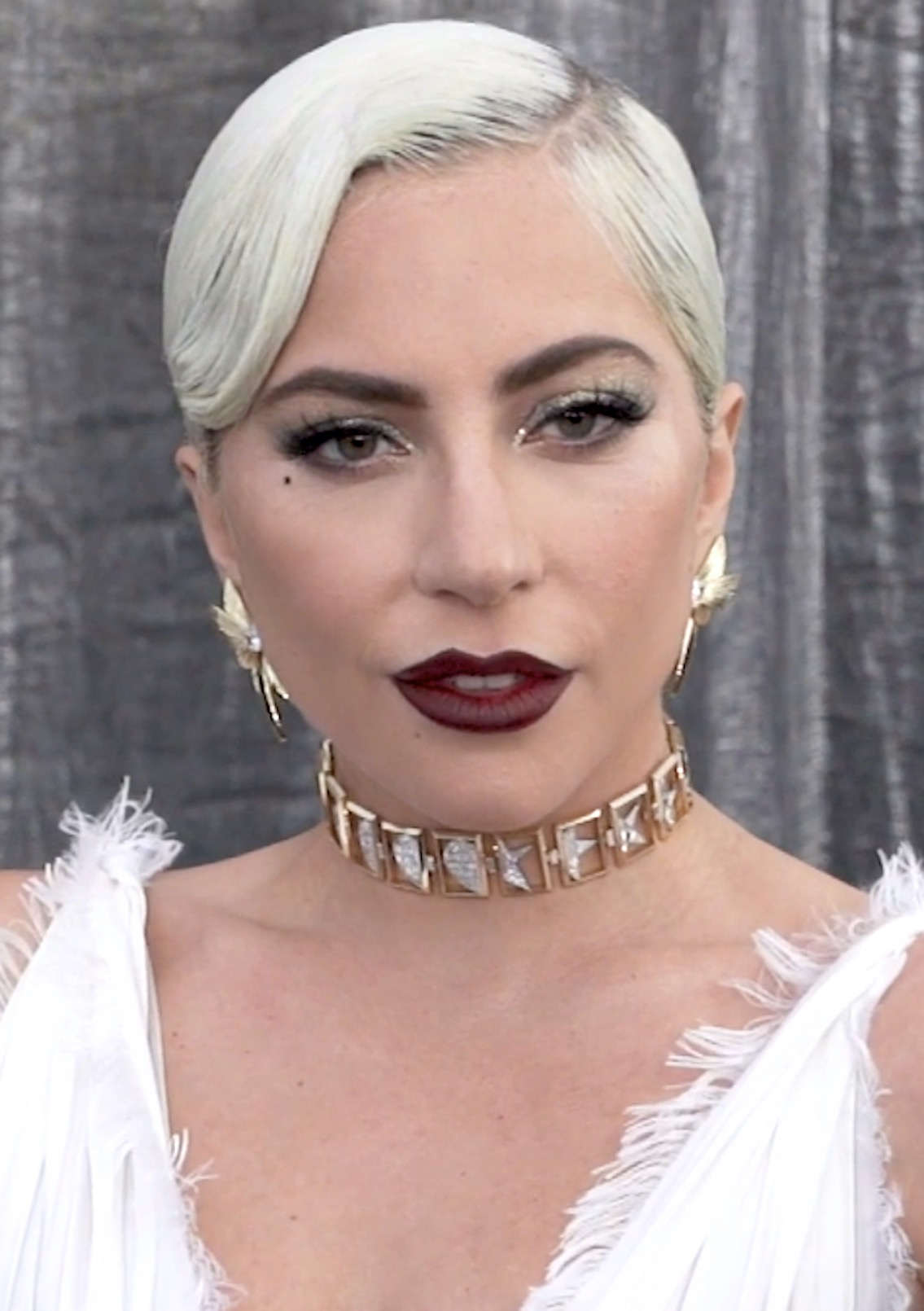
Lady Gaga se torna a primeira artista na história a vencer um Oscar, Grammy, Globo de Ouro e BAFTA no mesmo ano com o clássico "Shallow". A cantora também teve enorme aclamação com a trilha sonora do filme, sendo considerada uma das melhores dos últimos tempos.

## Acontecimentos

### Janeiro
- 10 de Janeiro - Maho Yamaguchi, integrante do NGT48 é atacada por dois suspeitos durante tentativa de assalto. Como resultado, três fãs foram banidos de qualquer atividade com o NGT48.

### Fevereiro
- 2 de Fevereiro - A banda Maroon 5 se apresenta no intervalo do 53º Super Bowl.
- 4 a 9 de Fevereiro - Acontece a 69ª edição do Festival de San Remo. O vencedor foi o cantor Mahmood, com a música "Soldi".
- 10 de Fevereiro - Acontece em Los Angeles a 61ª edição dos Prêmios Grammy.
- 19 de Fevereiro - Ariana Grande coloca 3 músicas nos três primeiros lugares da Billboard Hot 100. A última vez foi com The Beatles, em 1964.[2]
- 22 de Fevereiro - A banda de metal progressivo estadunidense Dream Theater lança seu 14º álbum, Distance Over Time.
- 24 de Fevereiro
  - A girlband coreana Nine Muses chega ao fim, após 9 anos.
  - Acontece em Los Angeles a 91ª edição dos Academy Awards - OSCAR. A apresentação da banda Queen, com Adam Lambert nos vocais abriu a cerimônia. Lady Gaga ganhou seu primeiro Oscar pelo prêmio de melhor canção original com "Shallow". O filme Bohemian Rhapsody venceu em quatro categorias, incluindo o de melhor ator por Rami Malek.[3]
- 24/02 a 01/03 - Acontece a 60ª edição do Festival Internacional da Canção de Viña del Mar.

### Março
- 1 de Março
  - A banda In Flames lança seu 13º álbum de estúdio, I, The Mask.
  - A banda Weezer lança seu 13º álbum de estúdio, Weezer (The Black Album).
- 8 de Março
  - O grupo Wake Up, Girls! chega ao fim após sete anos e realiza seu último show em Saitama Super Arena.
  - A banda Zebrahead lança seu 13º álbum, Brain Invaders.
- 13 de Março
  - O rapper Djonga lança seu terceiro álbum Ladrão
- 15 de março Mart'nália lança o álbum Mart'nália Canta Vinicius de Moraes

### Abril
- 12 de Abril - A boyband sul-coreana BTS supera BlackPink e torna "Boy With Luv feat. Halsey" o vídeoclipe mais visto do YouTube nas primeiras 24 horas.

### Maio
- 14, 16 e 18 de Maio - Acontece em Tel Aviv a 64ª edição do Festival da Canção Eurovision. O holandês Duncan Laurence foi o grande vencedor, com sua música "Arcade".
- 17 de Maio - Após 10 anos, a banda alemã Rammstein lança seu 7° álbum de estúdio, Rammstein, e alcança primeiro lugar nas paradas de 14 países apenas na primeira semana de lançamento.
- 14 de Junho - A artista americana Madonna lança seu 14° álbum de estúdio, Madame X que estreou no topo da Billboard 200, sendo seu nono álbum número um nos Estados Unidos.

### Julho
- 1 de Julho - D.O. (artista), membro do grupo EXO, lança o single "That's Okay" como despedida para os fãs, por motivo de seu alistamento militar, que o manterá afastado das atividades do grupo até 2021.[4]
- 22 de Julho - A banda Queen relança no YouTube o clipe de "Bohemian Rhapsody" em versão remasterizada, pela ocasião do vídeo ter ultrapassado a marca de 1 bilhão de visualizações.
- 29 de Julho - Lil Nas X quebra o recorde de número de semanas consecutivas na Hot 100 da Billboard, com "Old Town Road".[5]

### Agosto
- 2 de Agosto - A banda dinamarquesa Volbeat lança seu 7º álbum de estúdio, Rewind, Replay, Rebound.
- 9 de Agosto - A banda estadunidense Slipknot lança seu 6º álbum de stúdio, We Are Not Your Kind.
- 26 de Agosto - Acontece em Nova Jérsei a 36ª edição dos Video Music Awards.

### Setembro
- 27/09 a 06/10 - Acontece no Rio de Janeiro a 8ª edição do Rock in Rio Brasil.

### Novembro
- 3 de Novembro - Acontece em Sevilha a 26ª edição dos Europe Music Awards.
- 27 de novembro - O grupo sul-coreano EXO lança seu 6° albúm "Obsession", sem a participação dos integrantes Xiumin,Lay Zhang e D.O. (artista). Ainda assim, o álbum alcançou a 1ª posição em charts ainda na primeira semana[6]

### Dezembro
- 1 de dezembro - A cantora Tate McRae lançou seu extended play de estreia, All the Things I Never Said, que recebeu certificado de ouro na Singapura e alcançou a 16 posição na Paradas Heatseekers.[7]
- 15 de Dezembro - A banda Red Hot Chili Peppers anuncia a saída do guitarrista Josh Klinghoffer e a volta de John Frusciante.[8]
- 16 de Dezembro - A banda Imagine Dragons anuncia uma pausa na carreira.[9]
- 31 de Dezembro - Acontece em Tóquio a 70ª edição do Kouhaku Utagassen.

## Obras de sucesso
| País           | Música                                            | Artista                          | Ranking                                | Detalhes |
| -------------- | ------------------------------------------------- | -------------------------------- | -------------------------------------- | --- |
| Estados Unidos | Shallow                                           | Lady Gaga com Bradley Cooper     | Academy Awards e Billboard Hot 100     | Vencedora do Oscar de "Melhor Canção Original" por Nasce uma Estrela; permaneceu por 45 semanas consecutivas na parada, atingindo o topo por uma semana |
| Estados Unidos | Thank U, Next                                     | Ariana Grande                    | Billboard Hot 100                      | 7 semanas no total; 3 semanas consecutivas em 2018, e 4 semanas consecutivas em 2019                                                                    |
| Estados Unidos | Without Me                                        | Halsey                           | Billboard Hot 100                      | 2 semanas não consecutivas |
| Estados Unidos | Sunflower                                         | Post Malone e Swae Lee           | Billboard Hot 100                      | 1 semana |
| Estados Unidos | 7 Rings                                           | Ariana Grande                    | Billboard Hot 100                      | 8 semanas no total; 5 consecutivas |
| Estados Unidos | Sucker                                            | Jonas Brothers                   | Billboard Hot 100                      | 1 semana |
| Estados Unidos | Old Town Road                                     | Lil Nas X feat Billy Ray Cyrus   | Billboard Hot 100                      | 19 semanas; Atual recorde na Billboard Hot 100 |
| Estados Unidos | Bad Guy                                           | Billie Eilish                    | Billboard Hot 100                      | 1 semana |
| Estados Unidos | Señorita                                          | Shawn Mendes ft Camila Cabello   | Billboard Hot 100                      | 1 semana até agora |
| Coreia do Sul  | Millions                                          | Winner                           | MNET                                   | |
| Coreia do Sul  | Sunrise                                           | GFRIEND                          | MNET                                   | |
| Japão          | Egao no Loop                                      | AAA                              | Oricon Weekly Single Charts            | |
| Japão          | Bokura no Hashittekita Michi wa…/Next SPARKLING!! | Aqours                           | Oricon Weekly Single Charts            | Este foi o primeiro single da franquia Love Live! a alcançar o 1º lugar na Oricon                                                                       |
| Japão          | Kaze wo Matsu                                     | STU48                            | Oricon Weekly Single Charts            | |
| Japão          | Kuroi Hitsuji                                     | Keyakizaka46                     | Oricon Weekly Single Charts            | |
| Japão          | Jiwaru Days                                       | AKB48                            | Oricon Weekly Single Charts            | |
| Japão          | Rain                                              | Kazuya Kamenashi                 | Oricon Weekly Single Charts            | |
| Brasil         | Atrasadinha (Vamos Pular)                         | Felipe Araujo com Ferrugem       | Top Brasil do Spotify e Top 100 Brasil | |
| Brasil         | Jenifer                                           | Gabriel Diniz                    | Top Brasil do Spotify                  | |
| Brasil         | Qualidade de Vida                                 | Simone e Simária com Ludmilla    | Top Brasil do Spotify                  | |
| Brasil         | J'Adore Paris                                     | Fancy Nancy Clancy               | Top Brasil do Spotify                  | Disney Junior |
| Brasil         | Juntos (Shallow)                                  | Paula Fernandes com Luan Santana | Top Brasil do Spotify                  | Versão para Shallow, de Lady Gaga e Bradley Cooper |
| Brasil         | Quando a Bad Bater                                | Luan Santana                     | Top Brasil do Spotify e Top 100 Brasil | |
| Brasil         | Milu                                              | Gusttavo Lima                    | Top 100 Brasil                         | 8 semanas no total; 7 consecutivas |

## Mortes
- 12 de Janeiro - Kei (baixista da banda Fear, and Loathing in Las Vegas)
- 15 de Janeiro - Edyr de Castro (72, atriz e ex-integrante do grupo As Frenéticas)
- 18 de Janeiro
  - Marciano (67, cantor sertanejo)
  - Marcelo Yuka (53, compositor, ex-baterista e fundador da banda O Rappa)
- 26 de Janeiro - Michel Legrand (86, compositor e arranjador)[10]
- 7 de Fevereiro - Jim Dunlop (mago das palhetas e criador dos pedais Wah-Wah)
- 12 de Fevereiro - Deise Cipriano (39, integrante do grupo Fat Family)
- 21 de Fevereiro - Peter Tork (77, baixista e vocalista do The Monkees)[11]
- 25 de Fevereiro - Mark Hollis (64, vocalista do Talk Talk)[12]
- 26 de Fevereiro
  - Andy Anderson (68, ex-baterista do The Cure)
  - Tavito (71, cantor e compositor)
- 1 de Março - Stephan Ellis (69, ex-baixista do Survivor)[13]
- 4 de Março - Keith Flint (49, vocalista do The Prodigy)[14]
- 11 de Março
  - Demétrius (76, cantor)[15]
  - Hal Blaine (90, baterista da The Wrecking Crew)[16]
- 16 de Março - Dick Dale (81, guitarrista)
- 17 de Março
  - Bernie Tormé (66, guitarrista da banda de Ozzy Osbourne)[17]
  - Yuya Uchida (79, cantor japonês)
- 25 de Março - Scott Walker (76, cantor e compositor)[18]
- 5 de Abril - Wowaka (31, guitarrista do Hitorie)[19]
- 12 de Abril - João Plinta (Compositor, arranjador e diretor musical)
- 19 de Abril - MC Sapão (39, funkeiro)
- 30 de Abril - Beth Carvalho (72, cantora e compositora)
- 13 de Maio - Doris Day (97, atriz e cantora)
- 26 de Maio - Rémi Gazel (41, compositor da série de videogames Rayman)
- 27 de Maio - Gabriel Diniz (28, cantor e compositor)
- 31 de Maio - Roky Erickson (71, cantor e compositor)
- 7 de Junho - Serguei (85, cantor)
- 8 de Junho - Andre Matos (47, vocalista das bandas Viper, Angra e Shaman)
- 22 de Junho - Paulo Pagni (61, baterista da banda RPM)[20]
- 1 de Julho - Sid Ramin (100, compositor)
- 2 de Julho - Michael Colgrass (87, compositor e educador)
- 6 de Julho - João Gilberto (88, cantor e compositor)
- 9 de Julho - Johnny Kitagawa (87, empresário e fundador da Johnny & Associates)
- 12 de Julho
  - Claudio Naranjo (86, psiquiatra e compositor)
  - Zazá Brasil (67, cantor e compositor)
- 7 de Agosto - David Berman (52, músico do grupo Silver Jews)[21]
- 19 de Agosto - Larry Taylor (77, baixista do Canned Heat)[22]
- 3 de Setembro - Elton Medeiros (89; sambista, compositor e radialista)[23]
- 4 de Setembro - LaShawn Daniels (41, compositor e produtor musical)
- 13 de Setembro - Eddie Money (70, cantor e compositor)
- 15 de Setembro
  - Roberto Leal (67, cantor e compositor)
  - Ric Ocasek (75, cantor, compositor e líder da banda The Cars)
- 6 de Outubro
  - Ginger Baker (80, baterista do Cream)
  - Larry Junstrom (70, baixista do 38 Special)
- 14 de Outubro - Sulli (25, cantora e ex-integrante do F(X))
- 22 de Outubro - Raymond Leppard (92, maestro, compositor e cravista)
- 24 de Outubro - Walter Franco (74, cantor, compositor e membro da Vanguarda Paulista)
- 2 de Novembro
  - Silvinho (87, cantor)
  - Marie Laforêt (80, cantora e atriz)
- 8 de Novembro - Fred Bongusto (84, cantor, compositor e ator)
- 11 de Novembro - Teresa Tarouca (77, fadista)
- 13 de Novembro
  - Manuel Jorge Veloso (82, compositor, baterista e crítico musical)
  - David do Pandeiro (60, intérprete de sambas-enredo e compositor)
- 18 de Novembro
  - Reinaldo, O Príncipe do Pagode (65, cantor)
  - José Mário Branco (77, cantor e compositor)
- 22 de Novembro - Gugu Liberato (60; cantor, apresentador, ator e empresário)
- 24 de Novembro - Goo Hara (28; cantora, atriz e ex-integrante do KARA)
- 4 de Dezembro - Yu "Masshoi" Yamauchi (37, baterista da banda de Animelo Summer Live)
- 8 de Dezembro - Juice Wrld (21; Rapper, Compositor & Músico americano.)
- 9 de Dezembro - Marie Fredriksson (61; cantora da banda Roxette)
- 31 de Dezembro - Juliano Cezar (58, cantor sertanejo)